# Glaucidium bolivianum
El mochuelo boliviano  (Glaucidium bolivianum), también conocido como caburé yungueño, es una especie de búho de la familia Strigidae.  Es nativa de Bolivia, Perú y posiblemente también de Argentina. Habita los bosques montanos húmedos tropicales y subropicales.
No existen subespecies reconocidas.